# Bertrand Russell
Bertrand Arthur William Russell (Trellech, Monmouthshire; 18 de mayo de 1872-Penrhyndeudraeth, Gwynedd, 2 de febrero de 1970) fue un filósofo, matemático, lógico y escritor británico, ganador del Premio Nobel de Literatura. Tercer conde de Russell, pertenecía a una de las familias aristocráticas más prominentes del Reino Unido. Era hijo del vizconde de Amberley, John Russell, y ahijado del filósofo utilitarista John Stuart Mill, cuyos escritos tuvieron una gran influencia en su vida. Contrajo matrimonio cuatro veces y tuvo tres hijos. 
A principios del siglo XX, Russell encabezó la «revuelta contra el idealismo» británica. Es conocido por su influencia en la filosofía analítica junto con Gottlob Frege, su compañero G. E. Moore y su alumno Ludwig Wittgenstein y A. N. Whitehead, coautor de su obra Principia Mathematica. Apoyó la idea de una filosofía científica y propuso aplicar el análisis lógico a problemas tradicionales, como el problema mente-cuerpo o la existencia del mundo físico. Su ensayo filosófico Sobre la denotación ha sido considerado un «paradigma de la filosofía». Su trabajo ha tenido una influencia considerable en matemática, lógica, teoría de conjuntos, inteligencia artificial, ciencia cognitiva, informática, filosofía del lenguaje, epistemología, metafísica, ética y política. 
Russell fue un destacado activista social pacifista contra la guerra y defendió el antiimperialismo. A lo largo de su vida, Russell se consideraba a sí mismo liberal y socialista, aunque a veces también sugirió que su escepticismo le había llevado a sentir que «nunca había sido ninguna de estas cosas, en un sentido profundo». Estuvo en prisión por su pacifismo durante la Primera Guerra Mundial. Más tarde, llegó a la conclusión de que la Segunda Guerra Mundial contra Hitler fue un mal menor necesario y también criticó el totalitarismo estalinista, condenó la participación de Estados Unidos en la guerra de Vietnam y fue un abierto defensor del desarme nuclear. En 1950, Russell recibió el Premio Nobel de Literatura «en reconocimiento a sus variados y significativos escritos en los que defiende los ideales humanitarios y la libertad de pensamiento».

## Biografía

### Juventud

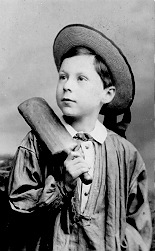
Bertrand Russell en su juventud.

Bertrand Russell era hijo de John Russell, y de Katrine Louisa Stanley. Su abuelo paterno era lord John Russell, primer conde de Russell, quien fue dos veces primer ministro con la reina Victoria. Su abuelo materno era Edward Stanley, 2.º barón Stanley de Alderley. Además, era ahijado de John Stuart Mill, quien ejerció ―aunque jamás conoció a Russell― una profunda influencia en su pensamiento político a través de sus escritos.
Russell quedó huérfano a la edad de seis años, tras la muerte de su hermana y su madre debido a la difteria y seguidamente de su padre, quien no pudo recuperarse de la pérdida de su esposa e hija y finalmente se dejó morir en 1878. Russell y su hermano Frank se mudaron a Pembroke Lodge, una residencia oficial de la Corona, donde por favor real vivían su abuelo lord John y su abuela lady Russell, quien sería la responsable de educarlo. Pese a que sus padres habían sido liberales radicales, su abuela, aunque liberal en política, era de ideas morales muy estrictas, lo que probablemente coadyuvó a que Russell se convirtiera en un niño tímido, retraído y solitario. Solía pasar mucho tiempo en la biblioteca de su abuelo, en donde demostró precozmente un gran amor por la literatura y la historia. Los jardines de la casa eran el lugar predilecto del pequeño Russell y muchos de los momentos más felices de su infancia los pasó allí, meditando en soledad.
El ambiente represivo y conservador de Pembroke Lodge le produjo numerosos conflictos a Russell durante su adolescencia. Al no poder expresar libremente su opinión con respecto a la religión (la existencia de Dios, el libre albedrío, la inmortalidad del alma...) o el sexo, pues sus ideas al respecto habrían sido consideradas escandalosas, escondía sus pensamientos de todos y llevaba una existencia solitaria, escribiendo sus reflexiones en un cuaderno para lo que usaba el alfabeto griego para hacerlas pasar por ejercicios escolares. No fue al colegio, sino que fue educado por diversos tutores y preceptores, de los que aprendió, entre otras cosas, a dominar perfectamente el francés y el alemán.
A la edad de once años Russell comenzó el estudio de la geometría euclidiana con su hermano como profesor, y le pareció tan maravilloso todo el asunto como el primer amor. El poder demostrar una proposición le produjo a Russell una inmensa satisfacción, que, sin embargo, se vio frustrada cuando su hermano le dijo que tendría que aceptar ciertos axiomas sin cuestionarlos o de otra manera no podrían seguir, cosa que le decepcionó profundamente. Acabó admitiéndolos a regañadientes, pero sus dudas sobre dichos axiomas marcarían su obra.

### Desarrollo de su carrera
En 1890, Russell ingresó en el Trinity College de Cambridge para estudiar matemática. Su examinador fue Alfred North Whitehead, con quien después fue coautor de tres libros conocidos bajo el título genérico de Principia Mathematica. Whitehead quedó tan impresionado por el joven Russell que lo recomendó a la sociedad de discusión intelectual Los Apóstoles, un grupo de jóvenes brillantes de Cambridge que se reunían para discutir cualquier tema sin tabúes, en un ambiente intelectualmente estimulante y honesto. Después de muchos años de soledad, Russell pudo expresar finalmente sus opiniones e ideas a una serie de jóvenes inteligentes que no lo miraban con sospecha. Poco a poco Bertrand perdió su rigidez y timidez y se empezó a integrar entre los alumnos.

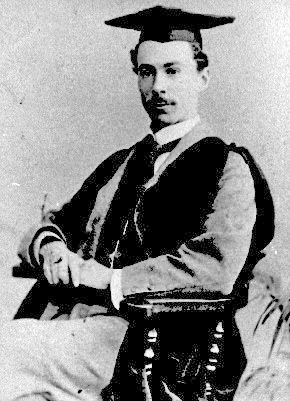
Bertrand Russell en 1893.

Russell concluyó sus estudios en matemática, obteniendo un examen meritorio que lo colocó como séptimo wrangler, una marca distintiva que era reconocida en el marco académico donde se movía. Durante su cuarto año en Cambridge, en 1894, Russell estudió Ciencias Morales (el nombre por el cual se conocía a la Filosofía). Para entonces Russell ya se había hecho amigo de George Edward Moore, un joven estudiante de clásicos a quien Russell había persuadido de cambiarse a filosofía.

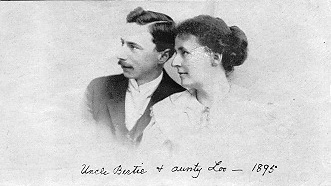
Russell y Alys Pearsall Smith en 1894.

Por esa misma época, Russell había conocido y se había enamorado de Alys Pearsall Smith, una joven culta perteneciente a una familia de cuáqueros estadounidenses. A pesar de ser varios años mayor que él, ella lo había cautivado tanto por su belleza como por sus convicciones, ideas y formas de ver el mundo. Se casaron el mismo año de la graduación de Russell.
En 1900 elabora Los principios de la matemática y poco después comenzaría su colaboración con A. N. Whitehead para escribir los tres volúmenes de los Principia Mathematica, la que sería su obra cumbre y en la que pretendía reducir la matemática a la lógica.
Las labores extraacadémicas de Russell le hicieron emprender numerosos viajes en los cuales el filósofo observaba de primera mano la situación en diversos países y se entrevistaba con las personalidades relevantes del momento. Así, viajó dos veces a Alemania con Alys en 1895, el año siguiente lo haría a Estados Unidos. Más adelante, en 1920, junto con una delegación del Partido Laborista Británico, se fue a Rusia y se entrevistaría con Lenin, viaje que acabaría con las esperanzas que inicialmente tenía con respecto a los cambios que el comunismo produciría. Poco después, junto con Dora Black, que en 1921 acabaría siendo su segunda esposa, viajó a China y permaneció allí durante un año, para volver a Inglaterra a través de Japón y Estados Unidos. La estancia en China resultó muy provechosa, y Russell apreció en su cultura valores tales como la tolerancia, la imperturbabilidad, la dignidad y, en general, una actitud que valoraba la vida, la belleza y el placer de una manera distinta a la occidental, que consideró valiosa. Todos estos viajes se tradujeron en libros, artículos o conferencias.

### Periodo de entreguerras
Russell fue un conocido pacifista durante la Primera Guerra Mundial, lo que acabó llevándolo a la cárcel durante seis meses por la publicación de artículos y panfletos.

Con su segunda esposa, Dora Black, estableció en Beacon Hill, Londres, de 1927 a 1932, una escuela infantil inspirada en una pedagogía progresiva y despreocupada que pretendía estar libre de prejuicios. El colegio reflejaba la idea de Russell de que los niños no debían ser forzados a seguir un currículo académico estricto.

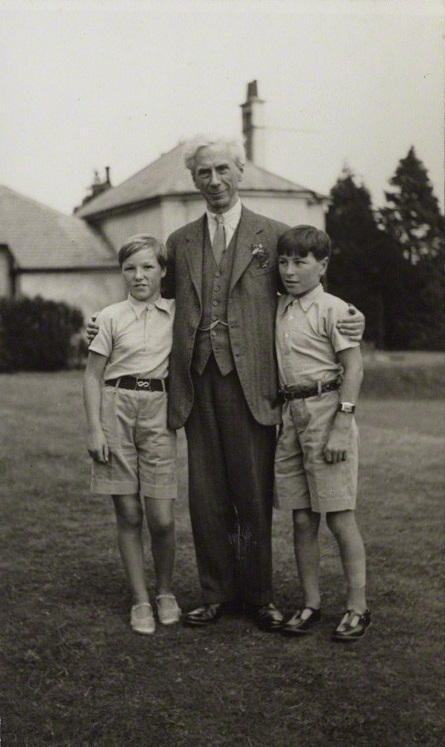
Bertrand Russell con sus hijos en 1935.

En 1936 celebró terceras nupcias con Patricia Spence, y en 1938 fue llamado a la Universidad de Chicago para dar conferencias de Filosofía. Fue estando allí cuando estalló la Segunda Guerra Mundial, pasando en esta ocasión del pacifismo mostrado en la primera a un apoyo claro a las fuerzas aliadas contra el ejército nazi alegando que un mundo en el que el fascismo fuera la ideología reinante sería un mundo en donde lo mejor de la civilización habría muerto y no valdría la pena vivir.
En 1940 se le impidió impartir la asignatura de Matemática que tenía asignada en la universidad de Nueva York y tuvo lugar a una polémica extremadamente áspera que provocó apasionadas protestas en algunos círculos: se le reprochaba la exposición en forma singularmente cruda de sus opiniones acerca de la vida sexual, lo que supuestamente tendría una nefasta influencia en sus alumnos.
Tras la Segunda Guerra Mundial, Russell se dedica plenamente a la tarea de evitar la guerra nuclear y asegurar la paz mediante una adecuada organización internacional, iniciando una etapa de activismo político que provocaría su segunda encarcelación a los 90 años.
En 1950 recibió el Premio Nobel de Literatura «en reconocimiento de sus variados y significativos escritos en los que defiende ideales humanitarios y la libertad de pensamiento».
En 1952, a los ochenta años, se unió en cuartas nupcias a Edith Finch, en brazos de quien murió pacíficamente en 1970, con 97 años de edad. Su cuerpo fue incinerado en Colwyn Bay el 5 de febrero con cinco personas presentes. De acuerdo con su voluntad, no hubo ceremonia religiosa, sino un minuto de silencio; sus cenizas fueron esparcidas por las montañas de Gales ese mismo año. Dejó una herencia valorada en 69.423 libras esterlinas (equivalente a 1,1 millones de libras esterlinas en 2020).

### Muerte
Tras su muerte, el Trinity College de Cambridge, el que fue su segundo hogar, le rindió homenaje. Hoy se puede leer en sus muros una placa conmemorativa en su memoria que reza:

El tercer conde Russell, O.M., profesor de este colegio, fue particularmente famoso como escritor intérprete de la lógica matemática. Abrumado por la amargura humana, en edad avanzada, pero con el entusiasmo de un joven, se dedicó enteramente a la preservación de la paz entre las naciones, hasta que finalmente, distinguido con numerosos honores y con el respeto de todo el mundo, encontró descanso a sus esfuerzos en 1970, a los 97 años de edad.
Placa conmemorativa en el Trinity College de Cambridge

## Pensamiento

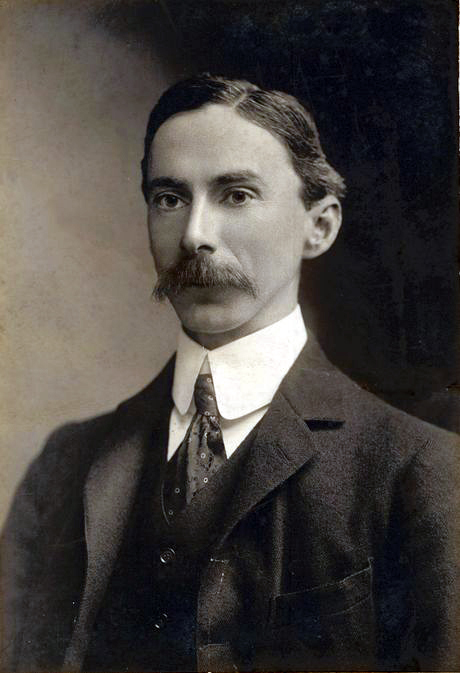
Bertrand Russell en 1907, a los 35 años de edad.

En opinión de muchos, Bertrand Russell posiblemente haya sido el filósofo más influyente del siglo XX, al menos en los países de habla inglesa, considerado junto con Gottlob Frege como uno de los fundadores de la Filosofía analítica. Es considerado también uno de los lógicos más importantes del siglo XX. Escribió sobre una amplia gama de temas, desde los fundamentos de la matemática y la teoría de la relatividad al matrimonio, los derechos de las mujeres y el pacifismo. Asimismo polemizó sobre el control de natalidad, los derechos de las mujeres, la inmoralidad de las armas nucleares, y sobre las deficiencias en los argumentos y razones esgrimidos a favor de la existencia de Dios. En sus escritos hacía gala de un magnífico estilo literario plagado de ironías, sarcasmos y metáforas que le llevó a ganar el Premio Nobel de Literatura.

### Filosofía analítica
Russell es reconocido como uno de los fundadores de la filosofía analítica, de hecho, inició diversas vías de investigación. A principios del siglo XX, junto con G. E. Moore, Russell fue responsable en gran medida de la «rebelión británica contra el idealismo», una filosofía influenciada en gran medida por Georg Hegel y su discípulo británico, F. H. Bradley. Esta rebelión tuvo repercusión 30 años después en Viena, en la llamada «rebelión en contra de la metafísica» encabezada por los positivistas lógicos. Russell estaba disgustado especialmente por la doctrina idealista de las relaciones internas, la cual mantiene que para conocer una cosa en concreto, se deben conocer antes todas sus relaciones. Russell mostró que tal postura haría del espacio, del tiempo, de la ciencia y del concepto de número algo sin sentido. Russell junto con Whitehead continuó trabajando en ese campo de la lógica.
Russell y Moore se esforzaron por eliminar las suposiciones de la filosofía que encontraban absurdas e incoherentes, para llegar a ver claridad y precisión en la argumentación por el uso exacto del lenguaje y por la división de las proposiciones filosóficas en componentes más simples. Russell, en particular, vio la lógica y la ciencia como la principal herramienta del filósofo. Por tanto, a diferencia de la mayoría de los filósofos que le precedieron a él y a sus contemporáneos, Russell no creía que hubiese un método específico para la filosofía. Él creía que la principal tarea del filósofo era clarificar las proposiciones más genéricas sobre el mundo y eliminar la confusión. En particular, quería acabar con los excesos de la metafísica. Russell adoptó los métodos de Guillermo de Ockham sobre el principio de evitar la multiplicidad de entidades para un mismo uso, la navaja de Ockham, como parte central del método de análisis y el realismo.

### Teoría del conocimiento
La teoría del conocimiento de Russell atravesó muchas fases. Una vez que hubo desechado el neohegelianismo en su juventud, Russell se consolidó como un realista filosófico durante el resto de su vida[cita requerida], creyendo que nuestras experiencias directas tienen el papel primordial en la adquisición de conocimiento.
En su última etapa filosófica, Russell adoptó un tipo de «monismo neutral», sosteniendo que la diferenciación entre el mundo material y el mental era, en su análisis final, arbitraria, y que ambos pueden reducirse a una esfera neutral, un punto de vista similar al sostenido por el filósofo estadounidense William James y que fue formulado por primera vez por Baruch Spinoza, muy admirado por Russell. Sin embargo, en lugar de la «experiencia pura» de James, Russell caracterizó la esencia de nuestros estados iniciales de percepción como «eventos», una postura curiosamente parecida a la filosofía de procesos de su antiguo profesor Alfred North Whitehead.

### Ética
A pesar de que Russell escribió sobre numerosos temas éticos, no creía que la materia perteneciese a la filosofía, ni que lo escribiese en virtud de filósofo. En su etapa temprana, Russell estaba influenciado en gran medida por los Principia ethica de G. E. Moore. Junto con Moore, creía que los hechos morales eran objetivos, pero que solo eran conocidos a través de la intuición, y que eran simples propiedades de los objetos, no equivalentes (por ejemplo, el placer es bueno) a los objetos naturales a los que habitualmente se les asocia (ver falacia naturalista), y que esas sencillas propiedades morales indefinibles no podían ser analizadas usando las propiedades no morales a las cuales se asociaban.
Con el tiempo, sin embargo, acabó estando con su héroe filosófico, David Hume, quien creía que los términos éticos manejados con valores subjetivos no podían ser verificados de la misma manera que los hechos tangibles. Junto con otras doctrinas de Russell, esto influyó a los positivistas lógicos, quienes formularon la teoría del emotivismo, que sostienen que las proposiciones éticas (junto con las pertenecientes a la metafísica) eran esencialmente sinsentidos, o como mucho, algo más que expresiones de actitudes y preferencias. A pesar de su influencia en ellos, Russell no interpretó las proposiciones éticas tan estrechamente como los positivistas: para él las consideraciones éticas no eran solo significativas, sino que eran objeto de importancia vital para el discurso civil. De hecho, aunque Russell fue a menudo caracterizado como el abanderado de la racionalidad, él estaba de acuerdo con Hume, quien dijo que la razón debía estar subordinada a consideraciones éticas.

### Atomismo lógico

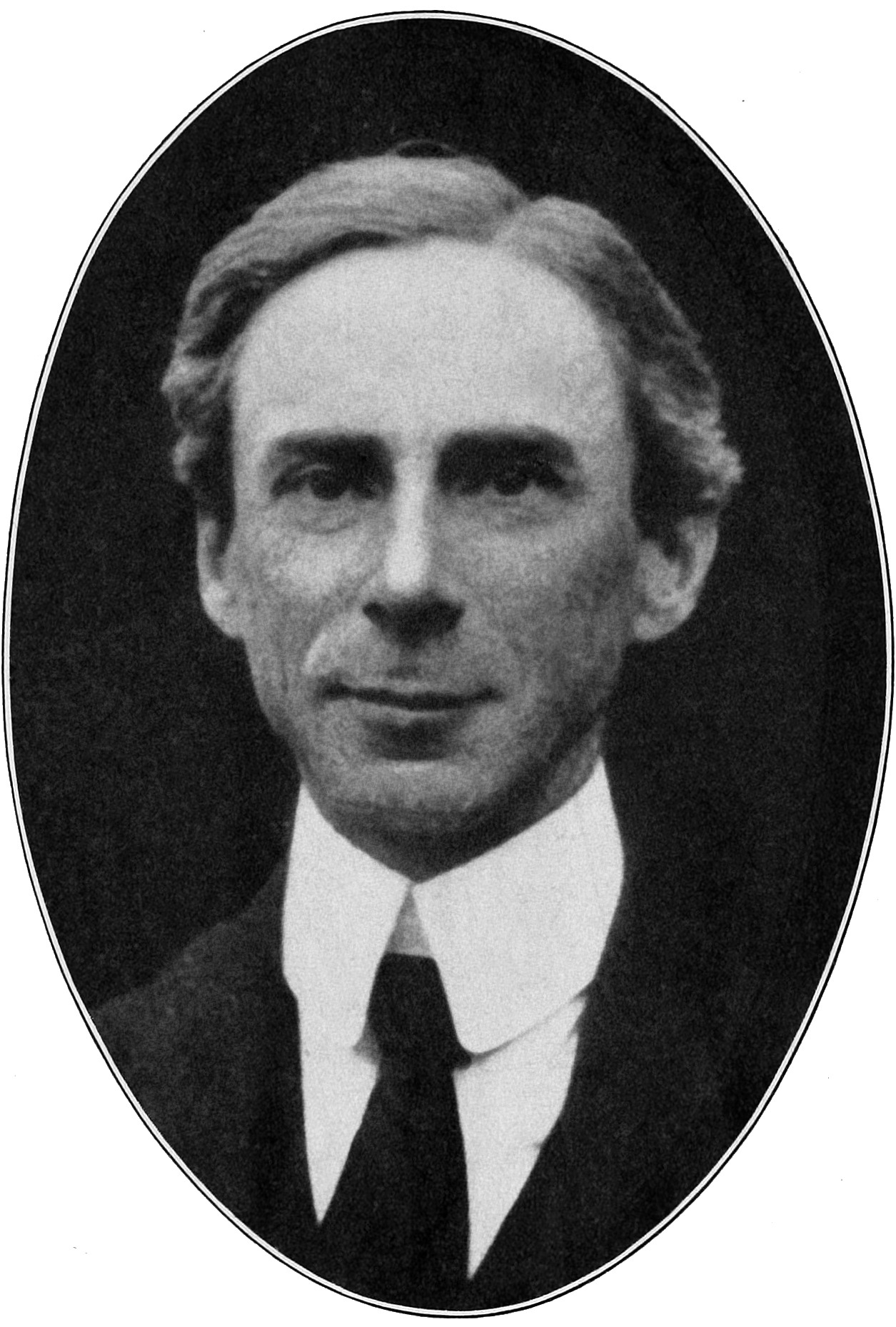
Bertrand Russell en 1916.

Quizás el tratamiento de análisis filosófico más sistemático y metafísico se halle en su logicismo empirista, evidente en lo que él llamó «atomismo lógico»', explicado en una serie de conferencias llamadas La filosofía del atomismo lógico. En esos discursos, Russell expone su concepto de un lenguaje ideal, isomórfico, uno que reflejaría el mundo, donde nuestro conocimiento puede ser reducido a términos de proposiciones atómicas y sus componentes de función de verdad (lógica matemática). Para Russell el atomismo lógico es una forma radical de empirismo. El filósofo creía que el requerimiento más importante para tal lenguaje ideal es que cada proposición significativa se construya con términos que se refieran directamente a los objetos que nos son familiares. Russell excluyó ciertos términos lógicos y formales como "todos" (all), "el" o "la" (the), "es" (is), y así otros, de su requisito isomórfico, pero nunca estuvo completamente satisfecho respecto de nuestra comprensión de tales términos.
Uno de los temas centrales del atomismo de Russell es que el mundo consiste de hechos lógicamente independientes, una pluralidad de hechos, y que nuestro conocimiento depende de los datos de nuestra experiencia directa con ellos.
Más tarde en su vida, Russell comenzó a dudar de los aspectos del atomismo lógico, especialmente su principio de isomorfismo, aunque continuó creyendo que la tarea de la filosofía debiera consistir en desmenuzar los problemas en sus componentes más simples, aunque nunca alcanzaríamos la última verdad (hecho) atómica.

### Lógica y filosofía de la matemática
Russell tuvo una gran influencia en la lógica matemática moderna. El filósofo y lógico estadounidense Willard Quine dijo que el trabajo de Russell representaba la más grande influencia sobre su propio trabajo.
El primer libro matemático de Russell, Ensayo sobre los fundamentos de la geometría (An essay on the foundations of geometry), fue publicado en 1897. Este trabajo fue fuertemente influenciado por Immanuel Kant. Russell pronto se dio cuenta de que el concepto aplicado haría imposible el esquema espacio-tiempo de Albert Einstein, al cual consideraba como superior a sus propios sistemas. Desde ahí en adelante, rechazó todo el programa de Kant en lo relacionado con la matemática y a la geometría, y sostuvo que su trabajo más temprano en esa materia carecía de valor.
Interesado en la definición de número, Russell estudió los trabajos de George Boole, Georg Cantor y Augustus De Morgan, mientras que en los Archivos Bertrand Russell en la Universidad McMaster se encuentran notas de sus lecturas de lógica algebraica por Charles Sanders Peirce y Ernst Schröder. Se convenció de que los fundamentos de matemática serían encontrados en la lógica, y siguiendo a Gottlob Frege aplicó un acercamiento extensionista en donde la lógica a su vez se basaba en la teoría de conjuntos. En 1900 participó en el primer Congreso Internacional de Filosofía en París, donde se familiarizó con el trabajo del matemático italiano Giuseppe Peano. Se convirtió en un experto del nuevo simbolismo de Peano y su conjunto de axiomas para la aritmética. Peano definió lógicamente todos los términos de estos axiomas con la excepción de 0, número, sucesor y el término singular "el" (the), los que eran primitivos de su sistema. Russell se dio la tarea de encontrar definiciones lógicas para cada uno de estos. Entre 1897 y 1903 publicó varios artículos aplicando la notación de Peano en el álgebra clásica de relaciones de Boole-Schröder, entre ellos «Acerca de la noción del orden», «Sur la logique des relations avec les applications à la théorie des séries», y «Acerca de los números cardinales».

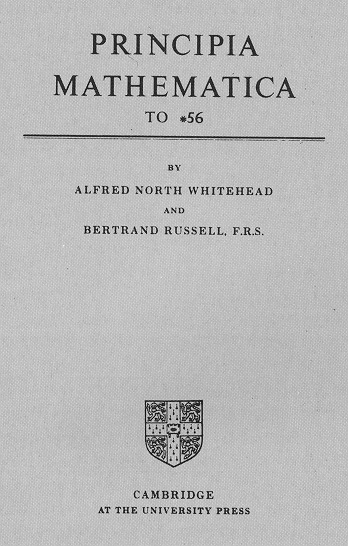
Principia mathematica.

Russell al final descubrió que Gottlob Frege había llegado de forma independiente a definiciones equivalentes para 0, sucesor y número; la definición de número es actualmente referida como la definición Frege-Russell. En gran manera fue Russell quien trajo a Frege a la atención del mundo angloparlante. Hizo esto en 1903, cuando publicó Principia mathematica, en el cual el concepto de clase está inextricablemente ligado a la definición de número. El apéndice de este trabajo detallaba una paradoja surgida en la aplicación de Frege para las funciones de segundo -y más alto- orden que tomaban funciones de primer orden como argumento, para luego ofrecer su primer esfuerzo en resolver lo que más adelante sería conocida como la paradoja de Russell. Antes de escribir Principios, Russell se había enterado de la prueba de Cantor sobre que no existía el número cardinal más grande, lo que Russell consideraba un error. La Paradoja Cantor a su vez fue considerada (por ejemplo, por Crossley) como un caso especial de la Paradoja de Russell. Esto hizo que Russell analizara las clases, donde era sabido que, dado cualquier número de elementos, el número de clases resultantes es mayor que su número. Esto, a su vez, llevó al descubrimiento de una clase muy interesante, llamada la clase de todas las clases. Contiene dos tipos de clases: aquellas clases que se contienen a sí mismas, y aquellas que no. La consideración de esta clase lo llevó a encontrar una falta grave en el llamado principio de comprensión, el cual ya había sido asumido por los lógicos de la época. Demostró que resultaba en una contradicción, donde Y es un miembro de Y, si y solo si, Y no es un miembro de Y. Esta se ha llegado a conocer como la Paradoja de Russell, la solución que fue esbozada en un apéndice de Principios, y la que más tarde desarrolló como una teoría completa, la teoría de tipos. Aparte de exponer una mayor inconsistencia en la teoría intuitiva de conjuntos, el trabajo de Russell condujo directamente a la creación de la teoría axiomática de conjuntos. Esto paralizó el proyecto de Frege de reducir la aritmética a lógica. La Teoría de los Tipos y mucho del trabajo subsecuente de Russell han encontrado aplicaciones prácticas en las ciencias de la computación y la tecnología de la información.
Russell continuó defendiendo el logicismo, la visión de que la matemática es, en un sentido importante, reducible a la lógica y, junto a su exprofesor Alfred North Whitehead, escribió la monumental Principia Mathematica, un sistema axiomático en el cual se puede basar toda la matemática. El primer volumen de Principios fue publicado en 1910, y es en gran manera atribuido a Russell. Más que ningún otro trabajo, estableció la especialidad de la lógica matemática o simbólica. Dos volúmenes más fueron publicados, pero su plan original de incorporar la geometría en un cuarto volumen nunca fue llevada a cabo, y Russell nunca mejoró los trabajos originales, aunque se refirió a nuevos desarrollos y problemas en su prefacio de la segunda edición. Al completar Principia Mathematica, tres volúmenes de extraordinario razonamiento abstracto y complejo, Russell estaba exhausto, y nunca sintió recuperar completamente sus facultades intelectuales de tal esfuerzo realizado. Aunque Principia no cayó presa de las paradojas de Frege, más tarde Kurt Gödel demostró que ni Principia Mathematica, ni otro sistema consistente de aritmética recursiva primitiva podrían, dentro de ese sistema, determinar que cada proposición que pudiera ser formulada dentro de ese sistema era decidible, esto es, podría decidir si esa proposición o su negación era demostrable dentro del sistema (Teorema de la incompletitud de Gödel).
El último trabajo significativo de Russell en matemática y lógica, Introducción a la filosofía matemática, fue escrito a mano mientras estaba en la cárcel por sus actividades antibélicas durante la Primera Guerra Mundial. Este trabajo fue principalmente una explicación de su obra previa y su significado filosófico.

### Filosofía del lenguaje
Russell no fue el primer filósofo en sugerir que el lenguaje tenía una importante significancia en cómo entendemos el mundo; sin embargo, más que nadie antes que él, Russell hizo del lenguaje, o más específicamente, cómo utilizamos el lenguaje, una parte central de la filosofía. Sin Russell, parece improbable que filósofos tales como Ludwig Wittgenstein, Gilbert Ryle, J. L. Austin y P. F. Strawson, entre otros, se hubieran embarcado por el mismo rumbo, por mucho que lo que ellos hicieron fue amplificar o responder, a veces de modo crítico, a lo que Russell había dicho antes que ellos, usando muchas de las técnicas que él desarrolló originalmente. Russell, en conjunto con Moore, compartía la idea que la claridad de expresión era una virtud, una noción que desde entonces ha sido un punto de referencia para los filósofos, particularmente entre los que tratan con la filosofía del lenguaje.
Quizás la contribución más significativa de Russell a la filosofía del lenguaje es su teoría de las descripciones, presentada en su ensayo On denoting (Sobre la denotación), publicado por primera vez en 1905 en el Journal of Mind Philosophy, el cual el matemático y filósofo Frank P. Ramsey describió como «un paradigma de filosofía». La teoría es normalmente ilustrada utilizando la frase «el actual rey de Francia», como en «el actual rey de Francia es calvo». ¿Sobre qué objeto se trata esta proposición, dado que no existe en la actualidad un rey de Francia? (el mismo problema surgiría si en la actualidad hubiera dos reyes de Francia: ¿a cuál de ellos se refiere «el» rey de Francia?) Alexius Meinong había sugerido que debemos asumir la existencia de un reino de «entidades no existentes» que podamos suponer sobre las que nos estamos refiriendo cuando usamos expresiones como esa; pero esto sería una teoría extraña, por decirlo al menos. Frege, empleando su distinción entre sentido y referencia, sugirió que tales frases, aunque significativas, no eran ni verdaderas ni falsas. Pero algunas de esas proposiciones, tales como «si el actual rey de Francia es calvo, entonces el actual rey de Francia no tiene cabello en su cabeza», no parece solo verdadera en su valor sino en efecto obviamente verdadera.

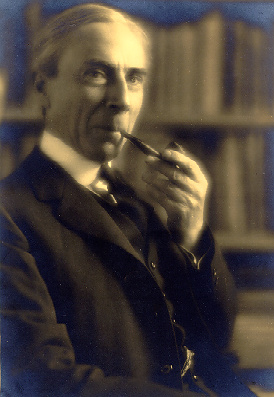
Bertrand Russell en 1924.

El problema es general a lo que son llamadas las «descripciones definidas». Normalmente esto incluye todos los términos comenzando con «el», y algunas veces incluye nombres, como «Walter Scott» (este punto es bastante controvertido: Russell a veces pensaba que estas últimas no deberían ser llamadas con ningún nombre, sino solo «descripciones definidas encubiertas»; sin embargo, en trabajos posteriores han sido tratadas completamente como cosas diferentes). ¿Cuál es la «forma lógica» de las descripciones definidas: cómo, en los términos de Frege, las podríamos parafrasear a modo de mostrar cómo la verdad de ese todo depende de las verdades de las partes? Las descripciones definidas aparecen como nombres que por su propia naturaleza indican exactamente una cosa, ni más ni menos. ¿Quiénes, entonces, somos nosotros para decir algo sobre la proposición como un todo si una de sus partes aparentemente no está funcionando correctamente?
La solución de Russell fue, antes que todo, analizar no el término por sí solo, sino la proposición entera que contenía una descripción definida. «El actual rey de Francia es calvo», entonces sugirió, puede ser replanteado como «Existe un x tal que es el actual rey de Francia, nada más que x es el actual rey de Francia, y x es calvo». Russell exigía que cada descripción definida en efecto contenga una afirmación de existencia y una afirmación de unicidad que da esta apariencia, pero estas pueden ser descompuestas y tratadas separadamente de la afirmación que es el contenido obvio de la proposición. La proposición como un todo entonces dice tres cosas sobre algún objeto: la descripción definida contiene dos de ellas y el resto de la frase contiene la restante. Si el objeto no existe, o si no es único, entonces la frase completa resulta ser falsa, aunque no sin sentido.
Una de las mayores quejas en contra de la teoría de Russell, debida originalmente a Strawson, es que las descripciones definidas no exigen que su objeto exista, ellas solo presuponen que sí. Strawson también señala que una frase que no indica nada puede ser supuesta a seguir el rol del «valor verdadero invertido» de Widgy y expresa el significado contrario de la frase pensada. Esto puede ser mostrado utilizando el ejemplo de «El actual rey de Francia es calvo». Aplicando la metodología del valor verdadero invertido el significado de esta frase se convierte en «Es verdad que no existe un actual rey de Francia que es calvo» que cambia el significado de «el actual rey de Francia» de uno principal a uno secundario.
Wittgenstein, estudiante de Russell, logró una considerable prominencia en la filosofía del lenguaje luego de la publicación póstuma de Investigaciones filosóficas. Según la opinión de Russell, el trabajo más tardío de Wittgenstein no fue dirigido correctamente, y desacreditó su influencia y seguidores (especialmente los miembros de la llamada «escuela de Oxford» de la filosofía del lenguaje ordinario, a quienes los veía como promotores de una especie de misticismo). La creencia de Russell que la tarea de la filosofía no está limitada a examinar el lenguaje común u ordinario es nuevamente aceptada ampliamente en filosofía.

### Filosofía de la ciencia
Russell proclamaba con frecuencia que estaba más convencido de su método de hacer filosofía, el método del análisis, que de sus conclusiones filosóficas. La Ciencia, por supuesto, era uno de los componentes principales del análisis, junto a la lógica y la matemática. Mientras Russell era un defensor del método científico, el conocimiento derivado de la investigación empírica que es verificada a través de pruebas repetidas, creía que la ciencia solo obtiene respuestas provisionales, y que el progreso científico se construye poco a poco, tratando de encontrar unidades orgánicas considerablemente fútiles. En efecto, sostenía lo mismo para la filosofía. Otro fundador de la filosofía moderna de la ciencia, Ernst Mach, le daba menos confianza al método, por sí mismo, pues creía que cualquier método que producía resultados predecibles era satisfactorio y que el rol principal del científico era hacer predicciones exitosas. Mientras que Russell sin dudarlo estaría de acuerdo con esto como un asunto práctico, creía que el objetivo fundamental de la ciencia y la filosofía era comprender la realidad, y no simplemente hacer predicciones.
El hecho que Russell hizo de la ciencia una parte central de su método y filosofía, fue instrumental en hacer de la filosofía de la ciencia una rama completa y separada en la filosofía, y un área en que filósofos subsiguientes se especializaron. Mucho del pensamiento de Russell acerca de la ciencia se expone en su libro de 1914, Our knowledge of the external world as a field for scientific method in philosophy (Nuestro conocimiento del mundo exterior). Entre las diversas escuelas que fueron influenciadas por Russell estuvieron los positivistas lógicos, particularmente Rudolph Carnap, quien mantenía que la característica distintiva de las proposiciones científicas era su verificabilidad. Esto contrastaba con la teoría de Karl Popper, también muy influenciado por Russell, que creía que su importancia descansaba en el hecho que ellas eran potencialmente falsables.
Vale hacer notar que fuera de las búsquedas estrictamente filosóficas, Russell siempre se sentía fascinado por la ciencia, particularmente la física, incluso fue el autor de varios libros de ciencia populares, como The ABC of atoms (El ABC de los átomos), de 1923, y The ABC of relativity (El ABC de la relatividad), de 1925.

### Religión y teología

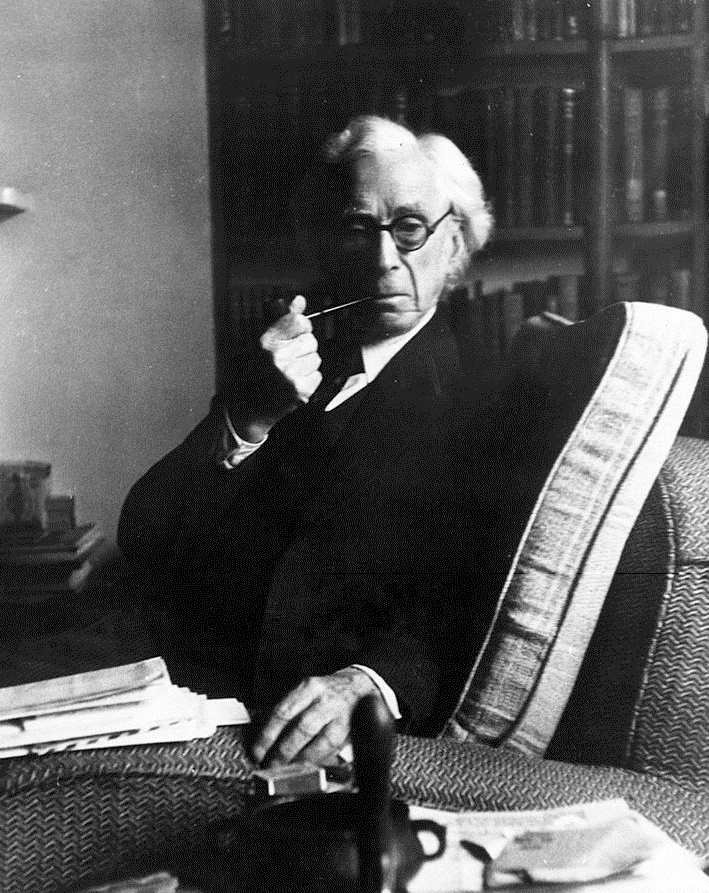
Bertrand Russell en 1954.

La perspectiva ética de Russell y su valor personal para enfrentar controversias, fueron formadas ciertamente por su crianza y educación religiosa, sobre todo la dada por su abuela paterna, que lo instruyó con el precepto bíblico «Thou shalt not follow a multitude to do evil» («No sigas a la mayoría para obrar mal», Libro del Éxodo 23:2), algo que ―según el propio Russell― lo había influido de por vida.
Cuando era joven, Russell tuvo una inclinación decididamente religiosa, como es evidente en el platonismo de su época más temprana. Anhelaba verdades absolutas, como lo deja claro en su famoso ensayo A Free Man's Worship, ampliamente considerado como una obra maestra en prosa, pero una obra que llegó a desagradar al propio Russell. Mientras rechazaba lo sobrenatural, admitía libremente que ansiaba un significado más profundo de la vida. Aunque más tarde cuestionaría la existencia de Dios, en sus años de estudiante, aceptaba completamente el Argumento ontológico:

Durante tres o cuatro años fui hegeliano. Recuerdo el momento exacto en el que adopté esta doctrina. Fue en 1894, mientras caminaba por Trinity Lane [en la Universidad de Cambridge, donde Russell estudiaba]. Había salido a comprar una lata de tabaco. A la vuelta la lancé repentinamente al aire, y exclamé: «¡Cáspita, el argumento ontológico es sólido!».
Bertrand Russell: Autobiografía (1967)

Esta cita ha sido utilizada a lo largo de los años por muchos teólogos, tales como Louis Pojman en Filosofía de la religión, para convencer a los lectores de que incluso un conocido filósofo ateo defiende este argumento sobre la existencia de Dios. Sin embargo, en su vida adulta, Russell pensaba que era muy improbable que existiera un dios, y sostenía que la religión era poco más que superstición. Posteriormente él criticará este argumento:

El argumento no parece muy convincente para una mente moderna, pero es más fácil sentir la convicción de que tiene que ser falso que hallar precisamente dónde estriba la falsedad.
Bertrand Russell: Historia de la filosofía occidental (1946)

Según su teoría de las descripciones, Russell hizo una distinción entre la existencia y la esencia, argumentando que la esencia de una persona puede describirse y su existencia aún permanece en cuestión. Él mismo llegó a afirmar que:

La verdadera pregunta es: ¿hay algo que podamos pensar que, por el mero hecho de que podemos pensar en ello, parezca posible existir fuera de nuestro pensamiento? A los filósofo les gustaría decir que sí, porque el trabajo de un filósofo es averiguar cosas sobre el mundo mediante el pensamiento en lugar de la observación. Si la respuesta correcta es "sí", existe un puente desde el pensamiento puro a las cosas. Si no, no.
Bertrand Russell: Historia de la filosofía occidental (1946)

En cuanto al argumento cosmológico, Russell admite que es más aceptable que el ontológico y no puede ser refutado con tanta facilidad. Sin embargo, el mismo Russell también menciona en la susodicha autobiografía la siguiente reflexión:

No creía en la vida en el más allá, pero sí creía en Dios, pues el argumento de primera causa, me parecía irrefutable. Pero a la edad de dieciocho años, poco antes de ingresar en Cambridge, leí la autobiografía de John Stuart Mill, en la cual explicaba cómo su padre le enseñó que no se puede preguntar «¿Quién me creó?», ya que esta pregunta conllevaría la de «¿quién creó a Dios?». Esto me llevó a abandonar el argumento de la primera causa y a comenzar a ser ateo.
 Bertrand Russell, Autobiografía de Bertrand Russell, 1967.

Russell argumentó en Sobre la noción de causa (1912) que la ley de causalidad, tal como la suelen afirmar los filósofos, es falsa y no se usa en las ciencias. Por ejemplo, "en el movimiento de los cuerpos que gravitan mutuamente, no hay nada que pueda llamarse causa ni nada que pueda llamarse efecto; simplemente hay una fórmula".

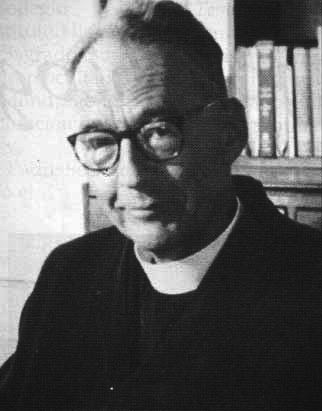
El sacerdote Frederick Copleston. En 1948 Russell debatió con el acerca de la existencia de Dios.

En 1948 en un debate radiofónico de la BBC con Frederick Copleston, Russell sigue a Hume sosteniendo que no podemos preguntar sobre la causa de algo como el universo que no podemos experimentar. Es decir, aunque todo dentro del universo requiere de una causa, no se sigue el universo en sí mismo deba tenerla (falacia de composición). Russell rechazó el principio de razón suficiente de Leibniz, reduciendo el universo a un simple hecho bruto, del cual su existencia no exige una explicación.

Puedo ilustrar lo que me parece tu falacia. Todo hombre que existe tiene una madre, y parece que su argumento es que, por lo tanto, la raza humana debe tener una madre, pero obviamente la raza humana no tiene una madre, esa es una esfera lógica diferente. [...] Debo decir que el universo está ahí, y eso es todo.
Debate sobre la existencia de Dios: Bertrand Russell v. Frederick Copleston

Russell hizo también un influyente análisis de la Hipótesis Omphalos (Omphalos Hypothesis) enunciada por Philip Henry Gosse ―que cualquier argumento que defienda que el mundo fue creado ya en movimiento (Dios habría creado un mundo ya evolucionado, con montañas, desfiladeros, o el ejemplo del ombligo, omphalos en griego, en Adán y Eva) podría aplicarse tanto a un planeta Tierra de unos cuantos miles de años de edad así como a uno originado hace cinco minutos:

No hay imposibilidad lógica en la hipótesis de que el mundo se creó hace cinco minutos, con una población que «recuerda» un pasado completamente irreal. No hay una conexión necesaria lógicamente entre eventos de épocas distintas; por lo tanto, nada de lo que sucede ahora o sucederá en el futuro puede refutar la hipótesis de que el mundo comenzó hace cinco minutos.
Bertrand Russell: El análisis de la mente

Las opiniones de Russell sobre religión pueden ser encontradas en su conocido libro, Por qué no soy cristiano y otros ensayos (Why I am not a christian and other essays on religion and related subjects (ISBN 0-671-20323-1). El título fue una charla dada el 6 de marzo de 1927, que un año después fue publicada como libro. Este texto contiene además otros ensayos en los cuales Russell considera un número de argumentos lógicos para la no existencia de Dios, incluyendo el argumento cosmológico o de primera causa, el argumento de ley natural, el argumento teleológico, y argumentos morales.

La religión se basa, creo yo, primeramente en el miedo. Es en parte el terror hacia lo desconocido, como ya he dicho, el anhelo de sentir que se tiene un como hermano mayor que siempre te protege y está ahí. [...] Un buen mundo necesita conocimiento, bondad y coraje; no necesita una añoranza lastimosa del pasado o el lastre al libre uso de la inteligencia de palabras dichas hace mucho tiempo por gentes ignorantes.
Bertrand Russell, Por qué no soy cristiano y otros argumentos morales

En su discurso de 1949, ¿Soy ateo o agnóstico? (Am I an atheist or an agnostic?), Russell expresaba su dificultad sobre si llamarse a sí mismo un ateo o un agnóstico:

Como filósofo, si estuviera dirigiéndome a una audiencia estrictamente filosófica, debería decir que tendría la obligación de describirme a mí mismo como un agnóstico, porque no creo que haya un argumento concluyente con el cual uno demuestre que no existe un Dios. Por otra parte, si voy a comunicar la impresión correcta al hombre común de a pie, pienso que tendría que decir que soy un ateo, porque cuando digo que no puedo probar que no existe un Dios, debería por otro lado agregar que no puedo probar que no existen los dioses homéricos.
Bertrand Russell. Collected Papers, vol. 11, p. 91

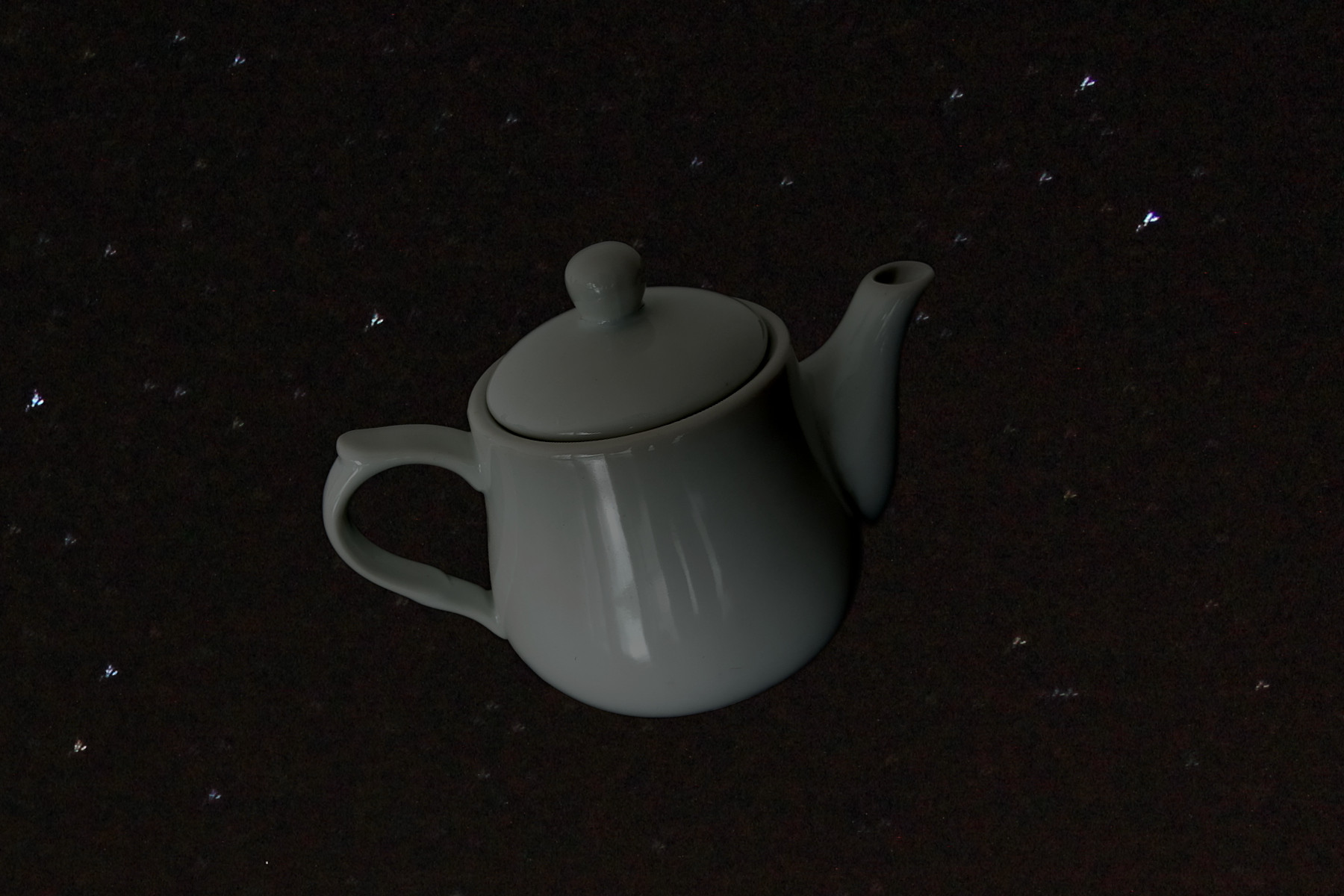
Para Russell es tarea del creyente demostrar la existencia de su Dios y no revertir la carga de la prueba al escéptico. Russell ilustró esto con la analogía de una tetera orbitando entre Marte y la Tierra.

En este mismo discurso, Russell ejemplifica con su analogía de la tetera que la carga de la prueba de este tipo de cuestiones recae en la persona que hace estas afirmaciones sin importar que un escéptico no pueda refutarla.

### Opiniones prácticas
Russell escribió algunos libros sobre asuntos éticos prácticos tales como el matrimonio. Sus opiniones en este campo son liberales. Argumenta que las relaciones sexuales fuera del matrimonio son relativamente aceptables. En su libro Sociedad humana, ética y política (Human society in ethics and politics) de 1954, aboga en favor de la perspectiva de que deberíamos atender los asuntos morales desde el punto de vista de los deseos de los individuos. Los individuos pueden hacer lo que ellos quieran, siempre y cuando no existan deseos incompatibles entre individuos diferentes. Los deseos no son malos en sí mismos, pero en ocasiones sí lo son su poder o consecuencias reales. Russell también escribe que el castigo es importante solo en un sentido instrumental, y no debería utilizarse nunca sin justificación.

## Influencia

### En la filosofía

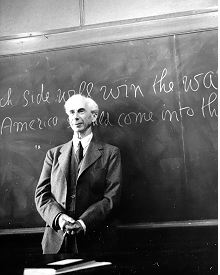
Bertrand Russell en Universidad de California en Los Ángeles.

Sería difícil ponderar la influencia de Russell sobre la filosofía moderna, especialmente en el mundo angloparlante. Mientras otros también fueron notablemente influyentes, Frege, Moore y Wittgenstein, más que ninguna otra persona Russell hizo del análisis la aproximación dominante hacia la filosofía. Contribuyó prácticamente en todas las áreas desde la misma metodología: abogando siempre por el análisis y alertando a los filósofos de las trampas del lenguaje, sentando así el método y las motivaciones de la filosofía analítica y siendo, si no el fundador, sí al menos el principal promotor de las mayores ramas y temas de esta, incluyendo varias versiones de la filosofía del lenguaje, análisis lógico formal, y la filosofía de la ciencia. Varios movimientos analíticos del último siglo se los debemos a los primeros trabajos de Russell. Sus contribuciones de contenido incluyen su innegable artículo maestro Sobre el denotar y una serie de libros y artículos en problemas desde la filosofía de la matemática, la metafísica, la epistemología, la inferencia científica y la ética a una serie de enfoques interesantes y fértiles al problema mente-cuerpo, enfoques discutidos hoy en día por variedad de filósofos importantes como David Chalmers, Thomas Nagel, Grover Maxwell, Mario Bunge, etc.
La influencia de Russell sobre cada filófoso es particular, y quizás esto se note más en el caso de Ludwig Wittgenstein, quien fue su alumno entre 1911 y 1914. También hay que observar que Wittgenstein ejerció considerable influencia sobre Russell, especialmente al mostrarle el camino para llegar a concluir, a su pesar, que la verdad matemática eran solo verdades tautológicas. La evidencia de la influencia de Russell sobre Wittgenstein puede ser vista por todas partes en el Tractatus, donde Russell contribuyó en su publicación. Russell también ayudó en garantizar el doctorado de Wittgenstein junto a una posición en la facultad de Cambridge, además de varias becas. Sin embargo, como se menciona previamente, Russell más tarde llegó a disentir con la aproximación lingüística y analítica hacia la filosofía de Wittgenstein, mientras Wittgenstein llegó a pensar de Russell como «superficial», particularmente en sus escritos más populares. La influencia de Russell también es evidente en el trabajo de A. J. Ayer, Carnap, Kurt Gödel, Karl Popper, W. V. Quine, y otros filósofos y lógicos. "En el filosofar de nuestros días poco hay de importancia que no se derive de él" afirmó Alan Wood en su ensayo en acabado La filosofía de Russell.
Algunos ven la influencia de Russell como negativa, principalmente aquellos que han sido críticos de su énfasis en la ciencia y la lógica, la consiguiente debilitación de la metafísica, y su insistencia en que la ética yace fuera de la filosofía. Los admiradores y detractores de Russell generalmente están más al tanto de sus pronunciamientos sobre asuntos políticos y sociales (llamado «periodismo» por algunos, como Ray Monk), que de su trabajo técnico y filosófico. Entre los no-filósofos, hay una tendencia marcada en fusionar estos temas, y juzgar a Russell el filósofo por lo que él ciertamente consideraría ser sus opiniones no-filosóficas. Russell con frecuencia recalcaba a las personas esta diferencia.
Russell dejó un gran surtido de escritos. Desde la adolescencia, escribió cerca de 3000 palabras por día, con pocas correcciones; su primer borrador casi siempre era muy cercano a su último borrador, aun en los temas técnicos más complejos. Su trabajo previo no publicado es una inmensa colección de tesoros, del cual los especialistas continúan adquiriendo nuevas visiones del pensamiento de Russell.

### En la matemática
En matemática, su gran contribución es la indudablemente importante Principia Mathematica con Alfred North Whitehead, libro en tres volúmenes en donde a partir de ciertas nociones básicas de la lógica y la teoría de conjuntos se pretendía deducir la totalidad de la matemática. Kurt Gödel echó abajo la pretendida demostración, mostrando así el poder de los lenguajes formales, la posibilidad de modelar la matemática y la fertilidad de la lógica. Un libro profundamente influyente e importante que contribuyó al desarrollo de la lógica, la teoría de conjuntos, la inteligencia artificial y la computación, así como a la formación de pensadores de la talla de David Hilbert, Ludwig Wittgenstein, Alan Turing, Willard Van Orman Quine y Kurt Gödel.

## Activismo
El activismo social y político ocupó gran parte del tiempo de Russell durante su larga vida, lo que hace más remarcable sus escritos sobre un gran rango de temas técnicos y no técnicos.
Russell permaneció políticamente activo hasta el final, escribiendo y exhortando a los líderes mundiales, además de prestar su nombre a numerosas causas. Algunos afirman que durante sus últimos años él dio a sus jóvenes seguidores demasiada licencia y que ellos utilizaron su nombre para ciertos propósitos absurdos que un Russell más atento no hubiera aprobado. Existe evidencia que muestra que él se dio cuenta de esto cuando despidió a su secretario privado, Ralph Schoenman, entonces un joven revolucionario de la izquierda radical.

### Pacifismo, guerra y armas nucleares
Russell nunca fue un total pacifista; en su artículo de 1915 «La ética de la guerra» («The ethics of war»), defendió las guerras de colonización sobre tierras de uso útil, cuando una civilización más avanzada podría administrar la tierra dándole un mejor uso. Sin embargo, se opuso casi a todas las guerras entre naciones modernas. Su activismo en contra de la participación británica en la Primera Guerra Mundial le hizo perder su membresía en el Trinity College (de la Universidad de Cambridge). Fue sentenciado a prisión por aconsejar a jóvenes sobre cómo evitar el servicio militar. Fue liberado después de seis meses. En 1943 Russell llamó a su postura «pacifismo político relativo». Sostenía que la guerra era un mal enorme, pero que en algunas circunstancias particulares extremas (tales como cuando Adolf Hitler amenazó tomar posesión de Europa) podría ser el menor de múltiples males. En los años cercanos a la Segunda Guerra Mundial, apoyó la política de apaciguamiento; pero en 1940 reconoció que para preservar la democracia, Hitler tendría que ser derrotado. Este mismo compromiso reluctante fue compartido por Alan Alexander Milne, conocido de Russell.
Russell se opuso al uso y posesión de armas nucleares, pero pudo no haber tenido siempre esa opinión. El 20 de noviembre de 1948, durante un discurso público en la Escuela de Westminster, conmocionó a algunos observadores con comentarios que parecían sugerir que un ataque nuclear preventivo a la Unión Soviética sería justificado. Russell aparentemente discutía que la amenaza de guerra entre Estados Unidos y la Unión Soviética permitiría a los Estados Unidos forzar a los soviéticos a aceptar el Plan Baruch para el control internacional de energía atómica. A principios de ese año había escrito a Walter W. Marseille en ese mismo tono. Russell sintió que ese plan «había tenido grandes méritos y demostró una generosidad considerable, cuando se tiene presente que Estados Unidos aún tenía un monopolio nuclear intacto» (Has man a future?, de 1961). Sin embargo, Nicholas Griffin, de la Universidad de McMaster, en su libro The Selected Letters of Bertrand Russell: The Public Years, 1914-1970 señala (luego de haber conseguido una transcripción del discurso) que los términos de Russell implican que él no defendió el uso de la bomba atómica, sino simplemente su uso diplomático como una fuente poderosa de influencia sobre las acciones de los soviéticos. La interpretación de Griffin fue debatida por Nigel Lawson, anterior Canciller británico, que estuvo presente en el discurso, y quien señala que fue muy claro para la audiencia que Russell estaba apoyando un primer ataque. Cualquiera sea la interpretación correcta, Russell luego se moderó, en vez de discutir por un desarme nuclear por parte de los poderes nucleares, probablemente asociado a alguna forma de gobierno mundial.

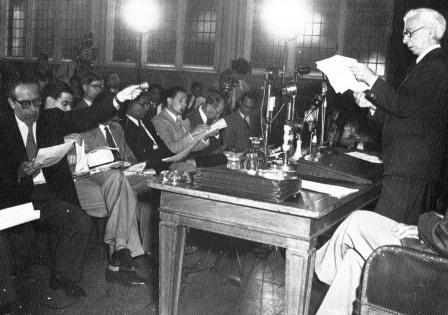
Russell lee públicamente el Manifiesto Russell-Einstein contra la proliferación del armamento nuclear,

En 1955 Russell dio a conocer el Manifiesto Russell-Einstein, firmado en conjunto con Albert Einstein y otros nueve líderes científicos e intelectuales, un documento que desembocó en la Conferencia Pugwash en 1957, ante la amenaza de una guerra nuclear, y pasó los últimos quince años de su vida haciendo campaña en contra de la fabricación de armas nucleares. En esto seguía el consejo que había dado a un entrevistador, diciéndole que el deber del filósofo en esos tiempos era evitar a toda costa un nuevo holocausto, la destrucción de la humanidad.
En 1958 se convirtió en el primer presidente de la Campaña de Desarme Nuclear (CDN). Renunció dos años más tarde cuando la CDN no apoyó la desobediencia civil, y formó el Comité de los 100. En 1961, ya casi cerca de los noventa años, fue encarcelado por una semana por incitar a la desobediencia civil, en conexión con protestas en el Ministerio de Defensa de Reino Unido y en Hyde Park, Londres.
Muy preocupado sobre el peligro potencial a la humanidad debido a las armas nucleares y otros descubrimientos científicos, también se unió a Einstein, Oppenheimer, Rotblat y otras eminencias en el ámbito científico del momento para establecer la Academia Mundial de Arte y Ciencia constituida en 1960.
En 1962, a los noventa años de edad, medió en la crisis de los misiles de Cuba para evitar que se desatara un ataque militar, escribiendo cartas a John F. Kennedy, Nikita Jrushchov, al secretario general de las Naciones Unidas U Thant y al primer ministro británico Harold Macmillan, quienes pudieron haber ayudado a prevenir el avance del conflicto y una posible guerra nuclear, y siendo intermediario en sus respuestas mutuas.
La Fundación para la Paz Bertrand Russell comenzó a funcionar en 1963, a fin de llevar adelante el trabajo de Russell por la paz, los derechos humanos y la justicia social. Comenzó su oposición pública hacia la política de Estados Unidos en Vietnam, con una carta al New York Times con fecha 28 de marzo de 1963. En el otoño de 1966 ya había completado el manuscrito Crímenes de guerra en Vietnam. Luego, utilizando las justificaciones estadounidenses para los Juicios de Núremberg, Russell, junto con el intelectual francés Jean-Paul Sartre, organizó lo que él mismo llamó un «Tribunal Internacional de Crímenes de Guerra», conocido como el Tribunal Russell.
Por otra parte, Russell fue crítico desde un comienzo ante la versión oficial sobre el asesinato del presidente estadounidense John F. Kennedy en 1963. Sus 16 preguntas sobre el asesinato (1964) aún se consideran un buen resumen de las aparentes inconsistencias del caso.
Cabe señalar además que Russell realizó un cameo interpretándose a sí mismo en la película india antibélica Aman (1967); fue la única aparición de Russell en una película.

### Comunismo y socialismo

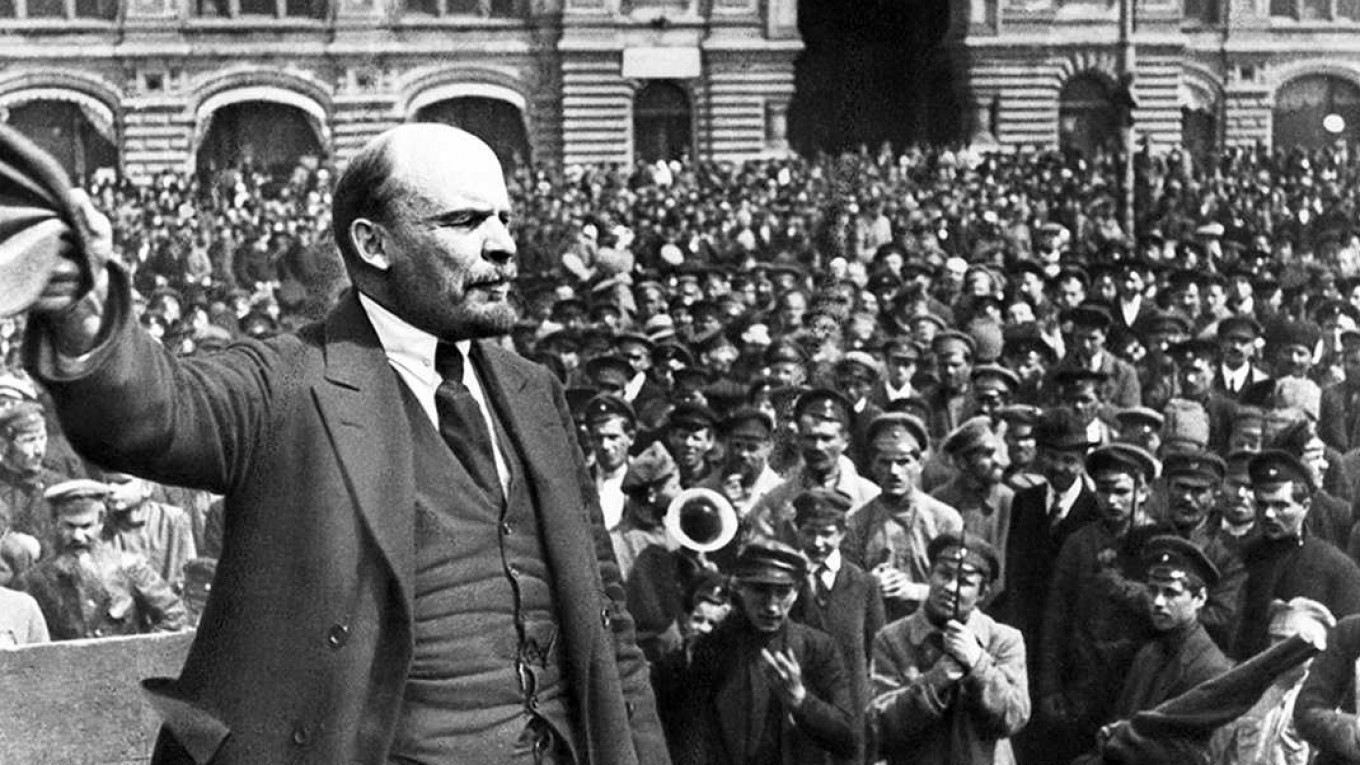
Russell se reunió con Lenin en 1920.

Russell inicialmente expresó tener mucha esperanza en el «experimento comunista». Sin embargo, cuando visitó la Unión Soviética y se reunió con Lenin en 1920, encontró al sistema imperante poco impresionante. A su regreso escribió un tratado crítico llamado La práctica y teoría del bolchevismo. Estaba «infinitamente descontento en esta atmósfera, sofocada por su utilitarismo, su indiferencia hacia el amor y la belleza, y el vigor del impulso». Para Russell, Lenin era un tipo que se pretendía científico y que presumía de actuar siguiendo las leyes de la historia, pero no veía en él ninguna traza de ciencia. Los seguidores de Lenin eran, para Russell, creyentes, fundamentalistas y fanáticos. Afirmaba ver algo interesante en su fanatismo, pero nada que ver con las leyes de la historia, que para Russell estaban subordinadas a la ciencia como único método de análisis. Creía que Lenin era similar a un fanático religioso, frío y poseído por un «desamor a la libertad».
Políticamente, Russell imaginaba un tipo benévolo de socialismo afirmando su simpatía por el socialismo libertario o anarquismo, similar en algunas formas, aun poseyendo diferencias importantes, al concepto promovido por la Sociedad Fabiana. De esta fusión de criterios surge en los años 20 su respaldo al socialismo gremial, una forma de socialismo individualista/cooperativo y antiestatal, de mando distribuido y no centralizado.

Russell criticaba fuertemente al régimen de Stalin. Más tarde en 1956, Russell denunció completamente el marxismo y comunismo, afirmando que:
Las doctrinas teóricas del comunismo se derivan en su mayor parte de Marx. Mis objeciones a Marx son de dos tipos: una, que era un torpe; y la otra, que su pensamiento estaba inspirado casi en su totalidad por el odio. [...] Siempre he estado en desacuerdo con Marx. Mi primera crítica hostil hacia él se publicó en 1896. Pero mis objeciones al comunismo moderno van más allá de mis objeciones a Marx. Es el abandono de la democracia lo que me parece particularmente desastroso. [...] El comunismo es una doctrina engendrada por la pobreza, el odio y la lucha. Su propagación sólo puede detenerse disminuyendo el área de pobreza y odio.
Siempre fue un entusiasta consistente de la democracia y el gobierno mundial, y abogaba por el establecimiento de un gobierno internacional democrático en algunos de los ensayos reunidos en In Praise of Idleness (1935), y también en Has Man a Future? (1961).

Quien cree como yo, que el intelecto libre es la principal máquina del progreso humano, no puede sino oponerse fundamentalmente al Bolchevismo tanto como a la Iglesia de Roma. Las esperanzas que inspiran al comunismo son, en lo principal, tan admirables como aquellas inculcadas por el Sermón de la Montaña, pero ellas se sostienen fanáticamente y son igual de probables de hacer tanto daño como ellas.
Bertrand Russell - La Práctica y Teoría del Bolchevismo, 1920

Por mi parte, mientras soy un socialista convencido tanto como el más ardiente marxista, no considero al Socialismo como un evangelio de venganza proletaria, ni siquiera, principalmente, como un medio de asegurar justicia económica. Lo considero principalmente como un ajuste a la máquina de producción requerido por consideraciones de sentido común, y calculadas para incrementar la felicidad, no solo del proletariado, sino de todos excepto una minoría pequeña de la raza humana.
Bertrand Russell, «The case for socialism» (In praise of idleness, 1935)

Métodos modernos de producción nos han dado la posibilidad de bienestar y seguridad para todos; en vez de eso, hemos escogido tener sobrecarga de trabajo para algunos y hambruna para el resto. Hasta ahora seguimos siendo tan enérgicos como éramos antes que hubiera máquinas; en esto hemos sido estúpidos, pero no hay razón para serlo por siempre.
Bertrand Russell, In praise of idleness, 1935

Llegó a la conclusión de que, tanto hoy como en tiempos de Locke, el liberalismo empirista (que no es incompatible con el socialismo democrático) es la única filosofía que puede ser adoptada por el hombre que, por una parte, demande alguna evidencia científica a sus convicciones y, por otra parte, desee la felicidad humana por encima de la prevalencia de cualquier partido o credo.
Bertrand Russell, Unpopular essays, 1950

### Sufragio femenino
Cuando era joven, Russell fue miembro del Partido Liberal de Reino Unido y se mostró en favor del libre comercio y el voto femenino. En su panfleto de 1910, «Ansiedades antisufragio» («Anti-suffragist anxieties»), Russell escribió que algunos hombres se oponen al sufragio porque «temen que su libertad para actuar de maneras que son ofensivas hacia las mujeres sea reducida». En 1907 se presentó a las elecciones para apoyar esta causa, pero perdió por un alto margen.

### Sexualidad
Russell escribió en contra de la moral victoriana. En Matrimonio y moral (1929), defendió que las relaciones sexuales entre un hombre y una mujer que no están casados entre sí no es necesariamente inmoral si esta personas realmente se aman, y defendió los «matrimonios experimentales» o «matrimonios de compañía», relaciones formalizadas en las que jóvenes podían tener de forma legítima relaciones sexuales sin esperar permanecer casados a largo plazo o tener hijos (una idea propuesta por primera vez por el juez y reformador social estadounidense Ben Lindsey). Estas opiniones de Russell desencadenaron acaloradas protestas y fuertes denuncias en su contra durante su visita a los Estados Unidos poco después de la publicación del libro.
Russell también estuvo adelantado a su época al apoyar una educación sexual abierta y un amplio acceso a métodos anticonceptivos. También apoyó el divorcio fácil, pero solo en caso de que el matrimonio no hubiera tenido hijos: la visión de Russell era que los padres deberían permanecer casados pero tolerantes hacia las infidelidades del otro. Esto reflejaba su vida en ese momento: su segunda esposa Dora tenía públicamente un amante, y pronto quedaría embarazada del mismo, pero Russell deseaba que sus hijos John y Kate tuviesen una vida familiar «normal».
Russell participaba activamente en la Sociedad para la Reforma de la Ley Homosexual, siendo uno de los signatarios de la carta de Anthony Edward Dyson que hacía un llamamiento por un cambio en la ley británica sobre prácticas homosexuales.
La vida privada de Russell era aún más libre de lo que revelaban sus escritos públicos, aunque eso no fuera muy sabido en esa época. Por ejemplo, el filósofo Sidney Hook da cuenta de que Russell con frecuencia hablaba de su destreza sexual y de sus numerosas conquistas.

### Raza
Así como las ideas de Russell sobre religión evolucionaron a lo largo de su vida, su visión en el tema de la raza tampoco permaneció inalterable. Por 1951, Russell abogaba por la igualdad racial y el matrimonio interracial. De su autoría en “Racial antagonism” (‘Antagonismo racial’) en New Hopes for a Changing World (1951), se lee lo siguiente:

A veces se estipula que la mezcla racial es indeseable. No existe evidencia alguna para tal opinión. No existe, aparentemente, ninguna razón para pensar que los negros son congénitamente menos inteligentes que los blancos, pero eso será difícil de juzgar hasta que ellos tengan las mismas oportunidades y buenas condiciones sociales.
Bertrand Russell

Pasajes en algunos de sus primeros escritos apoyan el control de la natalidad. El 16 de noviembre de 1922, por ejemplo, dio una conferencia en la reunión general Control de la Natalidad y Relaciones Internacionales organizada por la Doctor of Science Marie Stopes perteneciente a la Sociedad por un Control de la Natalidad y Progreso Racial Constructivo, donde describió la importancia de extender el control de natalidad de Occidente por todo el mundo; sus observaciones anticiparon el movimiento por el control de la población de los años sesenta y el rol de las Naciones Unidas.

Esta política puede durar algún tiempo, pero al final vamos a tener que ceder el paso - solo estamos posponiendo el momento; el único remedio verdadero es el control de la natalidad, que es conseguir que las gentes del mundos se limiten a la cantidad de hijos que puedan mantener en su propia tierra... No veo cómo podemos tener la esperanza permanente de ser lo suficientemente fuertes como para mantener las razas de color por fuera; tarde o temprano están obligados al desbordamiento, por lo que lo mejor que podemos hacer es esperar que las naciones vean la sabiduría de Control de la natalidad.... Necesitamos una autoridad internacional fuerte.
«Lecture by the Honorable Bertrand Russell», en Birth Control News, diciembre de 1922, pág. 2

Otro pasaje de las ediciones más tempranas de su libro Matrimonio y moral (1929), el cual Russell más tarde aclaró como referencia solo a la situación resultante del condicionamiento ambiental, el cual había eliminado de ediciones más tardías, dice lo siguiente:

En casos extremos puede existir poca duda de la superioridad de una raza sobre otra... No existe motivo razonable para considerar a los negros inferiores como término medio respecto a los blancos, aunque para trabajos en los trópicos ellos son indispensables, por lo que su exterminación (dejando de lado los asuntos humanitarios) sería altamente indeseable.
Bertrand Russell, Matrimonio y moral (Marriage and Morals) (1929)

Russell más tarde criticó los programas de eugenesia por su vulnerabilidad ante la corrupción, y en 1932, condenó la «suposición sin garantía» que «los negros son géneticamente inferiores a los hombres blancos» (Education and the social order, capítulo 3).
Respondiendo en 1964 a la pregunta de un corresponsal, «¿aún considera a los negros como una raza inferior, como lo hizo cuando escribió Matrimonio y moral?», Russell respondió:

Nunca sostuve que los negros eran intrínsecamente inferiores. La afirmación en Marriage and morals se refiere al condicionamiento ambiental. La he retirado de ediciones subsiguientes porque claramente es ambigua.
Bertrand Russell, carta fechada el 17 de marzo de 1964 en Querido Bertrand Russell..., una selección de su correspondencia con el público en general, 1950-1968. Editado por Barry Feinberg y Ronald Kasrils. (Londres: Allen & Unwin, 1969, p. 146)

## Balance de la vida de Bertrand Russell

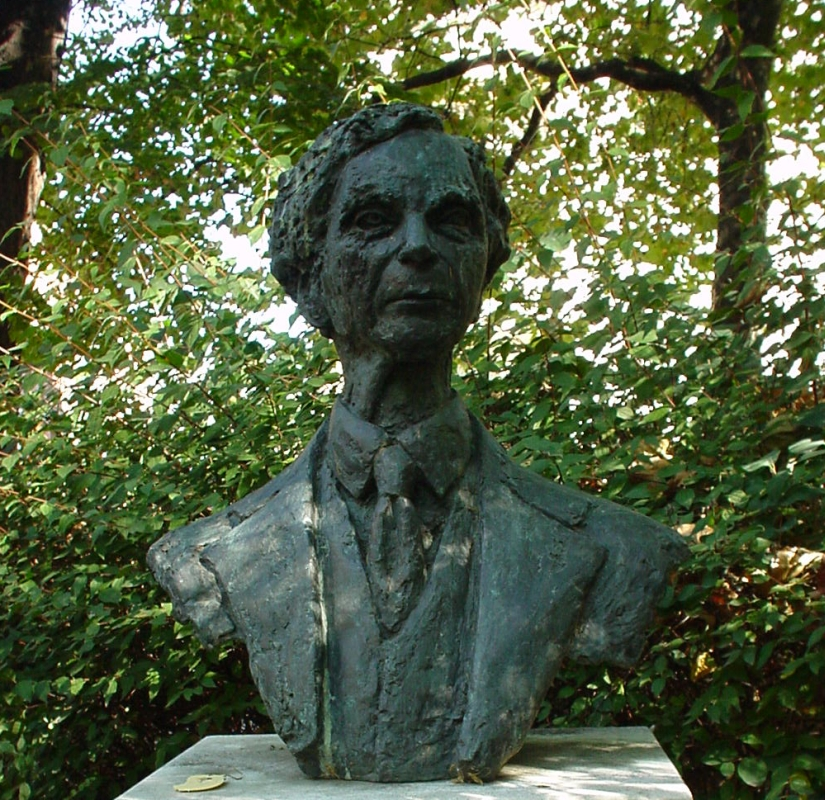
Busto de Bertrand Russell en Red Lion Square, Londres.

Admitiendo fracasar en ayudar al mundo a vencer la guerra y en ganar su perpetua batalla intelectual por verdades eternas, Russell escribió esto en Reflexiones en mi octogésimo cumpleaños (Reflections on my eightieth birthday), que además fue la última entrada en el último volumen de su autobiografía, publicada el año anterior a su muerte:

He vivido en busca de una visión, tanto personal como social. Personal: cuidar lo que es noble, lo que es bello, lo que es amable; permitir momentos de intuición para entregar sabiduría en los tiempos más mundanos. Social: ver en la imaginación la sociedad que debe ser creada, donde los individuos crecen libremente, y donde el odio, la codicia y la envidia mueren porque no hay nada que los sustente. Estas cosas, y el mundo, con todos sus horrores, me han dado fortaleza.
 Bertrand Russell, Reflexiones en mi octogésimo cumpleaños.

## Obras
La siguiente es una selección de obras de Bertrand Russell ordenadas por fecha de publicación:
| - La socialdemocracia alemana. 1896. - Un ensayo sobre los fundamentos de la geometría. 1897. - Exposición crítica de la filosofía de Leibniz. 1900. - Los Principios de las matemáticas. 1903. - Sobre la denotación. 1905. - Principia Mathematica. en coautoría con Alfred North Whitehead. 1910, 1912, 1913. - Los elementos de la ética. 1910. - Ensayos filosóficos. 1910. - Los problemas de la filosofía. 1912. - Nuestro conocimiento del mundo exterior. 1914. - Principios de reconstrucción social. 1916. - Ideales políticos. 1917. - Los caminos de la libertad. 1918. - Misticismo y lógica. 1918. - La filosofía del atomismo lógico. 1918. - Introducción a la filosofía matemática. 1918. - Viaje a la revolución. Práctica y teoría del bolchevismo y otros escritos. 1920. Edición, epílogo y notas de Aurelio Major. Barcelona: Ariel. 2017. ISBN 978-84-344-2702-0. - Análisis de la mente. 1921. ] - El problema de China. 1922. - El ABC de los átomos. 1923. - Sobre la vaguedad. 1923. - Ícaro o el futuro de la ciencia. 1924. - Como ser libre y feliz. 1924. - Lo que yo creo. 1925. - El ABC de la relatividad. 1925. - Sobre la educación, especialmente en la infancia temprana. 1926. - Análisis de la materia. 1927. - Fundamentos de filosofía. 1927. - Por qué no soy cristiano. 1927. - Ensayos escépticos. 1928. - Matrimonio y moral. 1929. - Vieja y nueva moral sexual, 1930 - La conquista de la felicidad. 1930. | - La perspectiva científica. 1931. - Educación y el orden social. 1932. - Libertad y organización 1814 - 1914. 1934. - Elogio de la ociosidad. 1935. - Religión y ciencia. 1935. - ¿Qué camino hacia la paz?. 1936. - Los documentos Amberley. 1937. - El poder en los hombres y en los pueblos. 1938. - Investigación sobre el significado y la verdad. 1940. - Cómo convertirse en filósofo. 1942. - Cómo leer y entender la historia. 1943. - El valor del libre pensamiento. 1944. - Historia de la filosofía occidental. 1945. - El conocimiento humano. Su alcance y sus límites. 1948. - Autoridad e individuo. 1949. - Ensayos impopulares. 1950. - Nuevas esperanzas para un mundo en transformación. 1951. - El impacto de la ciencia en la sociedad. 1952. - Satán en los suburbios. 1953. - Pesadillas de personas eminentes. 1954. - Sociedad humana, ética y política. 1954. - Retratos de memoria y otros ensayos. 1956. - Lógica y conocimiento. 1956. - Sentido común y guerra nuclear. 1959. - La evolución de mi pensamiento filosófico. 1959. - Los escritos básicos de Bertrand Russell. 1961. - Hecho y ficción. 1961. - ¿Tiene el hombre futuro?. 1961. - Victoria pacífica. 1963. - Crímenes de guerra en Vietnam. 1967. - Autobiografía. 1967-1969. |

## Bertrand Russell en otras obras
En 2008, se publicó la novela gráfica Logicomix, en la que Russell es el protagonista.